# محوطه تخته امیر پهلوون ۱و۲
محوطه تخته امیر پهلوون ۱و۲ مربوط به عصر آهن دو I است و در شهرستان الیگودز، دهستان بربرود غربی، غرب پل حوضیان واقع شده و این اثر در تاریخ ۲۴ اسفند ۱۳۸۳ با شمارهٔ ثبت ۱۱۷۴۱ به‌عنوان یکی از آثار ملی ایران به ثبت رسیده است.